# Ramón Pujol y Llanes
Ramón Pujol y Llanes, también documentado como Llanas, (Solsona, 1882-Solsona 1949) fue un presbítero, organista, compositor y maestro de capilla español.

## Biografía
Nació en 1882 en Solsona, en la casa llamada Cal Folia, lo que le valió el apodo de Mosén Folia.
En 1907 fue ordenado presbítero. Fue organista de la Iglesia Parroquial de Berga entre 1906 y 1909. Entre los años 1910 y 1922, ejerció la responsabilidad de maestro director de la Escolanía de la Virgen del Claustro de Solsona y en 1922 ganó las oposiciones de organista de la Catedral de Solsona.
En 1917 fue nombrado maestro de capilla de la Catedral de Valladolid. Continuó la tradición de su antecesor, Vicente Goicoechea, dando el mayor relieve a las celebraciones religiosas:

La capilla de música, reforzada con la Schola Cantorum de la Universidad Pontificia y otros valiosos elementos de la ciudad, contribuirá a dar más realce a los cultos ejecutando un hermoso programa musical de composiciones litúrgico-religiosas de los más eminentes maestros de la polifonía clásica y moderna.

Debió permanecer hasta 1919, cuando fue nombrado maestro de capilla de El Pilar de Zaragoza, por haber quedado vacante el cargo al retirarse como monje cartujo el maestro Francisco Agüeras. Partió de Zaragoza antes del 16 de julio de 1923, cuando se nombró para el magisterio de El Pilar a Gregorio Arciniega Mendi, que a la sazón era segundo organista de la Catedral Primada de Toledo.
Regresó a Solsona para volver a ocupar el cargo de organista y maestro de capilla en 1922, cargo que ocupó hasta 1947, año en el que se retiró debido a su delicado estado de salud. Falleció en su ciudad natal en 1949.

## Obra
Compuso varias obras de ámbito religioso, entre las que destaca la marcha pontifical que compuso en 1946 y que dedicó a Vicente Enrique y Tarancón, entonces obispo de Solsona. También escribió obras de estilo popular como caramellas, canciones, sardanas, música por los Pastorets, entre otros. Además, realizó una labor etnológica y folclorista en torno a las fiestas populares de Solsona vinculadas a la Virgen del Claustro y fue el primer músico que recogió e inventarió las melodías populares de los gigantes y otros elementos del Corpus y la Fiesta Mayor de la ciudad y las armonizó para pequeña banda.
Algunas de las obras del compositor son las siguientes.
- Obras vocales religiosas: 
  - Dios de mi vida (?).[12]

- Obras por órgano:
  - Himne al Cor de Maria (1921).[1]
  - Marxa Pontifical (1946).[1]

- Sardanas:
  - Maria (?), para piano.[13]
  - Guissona (?), para coro.[14]
  - Els Gegants de Solsona (1948), para piano. Versión para a cobla de Albert Fontelles i Ramonet (2011).[15]

- Caramillas:
  - Americana, cançó de caramelles (1903).[16]

- Gozos:
  - Goigs de Sant Julià: patró dels caçadors de Solsona i comarca (?).[17]

- Música escénica:
  - Els Pastorets (?).[11]

- Música popular:
  - Música per les danses del ball de bastons, cavallets i gegants (1935), para banda pequeña.[18]
  - La Festa Major de Solsona, pasodoble (década de 1930), instrumental para banda por el músico Albert Fontelles i Ramonet (2010).[19]